# Clive (Shropshire)
Clive – wieś w Anglii, w hrabstwie Shropshire. Leży 17 km na północ od miasta Shrewsbury i 232 km na północny zachód od Londynu. Miejscowość liczy 600 mieszkańców.